# Jadanivka, Semenivka
Jadanivka (în ucraineană Жаданівка) este un sat în comuna Stara Hutka din raionul Semenivka, regiunea Cernihiv, Ucraina.

## Demografie
Componența lingvistică a localității Jadanivka
     Ucraineană (100%)
Conform recensământului din 2001, toată populația localității Jadanivka era vorbitoare de ucraineană (100%).